# Fate Gear
Fate Gear es una banda de power metal formada en 2015 en Tokio, Japón por la guitarrista Minako Nakamura y la vocalista Nico Shizuka.

## Alineación
- Nico Shizuka: voz.
- Minako Nakamura: guitarra.
- Erika: bajo.
- Yuri: teclados.
- Haruka Mori: batería.
- Kurumi Fujioka: teclados.

## Cronología
|                      |                |              |
| A Light In The Black |                | OZ Rebellion |
| 2015                 | 2016           | 2017         |
| Nico Shizuka         |                |              |
| Minako Nakamura      |                |              |
| Sakae Kakunin        | Erika          | Erika        |
|                      |                | Yuri         |
| Hiro                 | Haruka Mori    | Haruka Mori  |
|                      | Kurumi Fujioka |              |

|  | Álbum editado |  | Voz |  | Teclados |  | Teclados |

|  | Guitarra |  | Bajo |  | Batería |

## Discografía

### Álbumes de estudio
- 2015: A Light In The Black
- 2017: OZ Rebellion